# Гулан (уезд)
Гула́н (кит. упр. 古浪, пиньинь Gǔlàng) — уезд городского округа Увэй провинции Ганьсу (КНР). Название уезда является словом тибетского языка.

## История
Во времена империи Цинь на этих землях обитали юэчжи. В 174 году до н. э. они были вытеснены сюнну. При империи Западная Хань во времена правления императора У-ди генерал Хо Цюйбин в 121 году до н. э. разгромил сюнну и присоединил эти места к империи Хань, и большая часть территории современного уезда Гулан вошла в состав уезда Цансун (苍松县). Во времена Восточной Хань написание названия уезда было изменено с 苍松县 на 仓松县.
Когда в 386 году Люй Гуан провозгласил образование государства Поздняя Лян, то уезд Цансун был переименован в Чансун (昌松县); был создан уезд Сюйцы (揟次县). При империи Северная Чжоу в 557 году уезд Сюйцы был присоединён к уезду Чансун. При империи Суй в 583 году уезд Чансун был переименован в Юнши (永世县), однако после того, как выяснилось, что в другой части страны уже существует уезд с точно таким же названием, ему было возвращено название Чансун.
После образования тангутского государства Западная Ся эти земли вошли в его состав. Западная Ся впоследствии была уничтожена монголами, а после свержения власти монголов и образования империи Мин китайские власти построили в этих местах в 1377 году Гуланскую крепость (古浪城), названную так по протекающей здесь реке. В 1379 году был создан Чжуанланский караул (庄浪卫), а в 1438 году — Гуланская охранная тысяча (古浪防御千户所).
При империи Цин в 1724 году был осуществлён переход от военных структур управления к гражданским, и вместо Гуланской охранной тысячи был создан уезд Гулан.
В 1949 году был создан Специальный район Увэй (武威专区), и эти земли вошли в его состав. В октябре 1955 года Специальный район Цзюцюань (酒泉专区) и Специальный район Увэй были объединены в Специальный район Чжанъе (张掖专区). В 1958 году уезд Гулан был присоединён к Тяньчжу-Тибетскому автономному уезду. В ноябре 1961 года был воссоздан Специальный район Увэй, а в декабре 1961 года был восстановлен уезд Гулан. В 1970 году Специальный район Увэй был переименован в Округ Увэй (武威地区).
Постановлением Госсовета КНР от 9 мая 2001 года были расформированы округ Увэй и городской уезд Увэй, и образован городской округ Увэй.

## Административное деление
Уезд делится на 12 посёлков и 7 волостей.